# 수석국무장관
수석국무장관(프랑스어: principal ministre d'État)은 프랑스 왕국 앙시앵 레짐 때 존재한 칭호다. 다른 나라의 재상에 해당하지만, 공식적 직책이 아닌 비공식적 칭호로 존재했으며 그 권력의 정도도 때에 따라 달랐다.
프랑스 국왕이 모든 권력을 가지고 있었으며, 수석국무장관은 왕의 명령을 수행하는 심부름꾼에 지나지 않았다. 그러나 왕이 매우 아프거나 너무 어리거나 등의 이유로 나라를 제대로 다스릴 수 없는 유고시 수석국무장관은 매우 강력한 역할을 갖게 되었으며 나라의 실제 행정실세가 되었다.
대개 수석국무장관은 왕실추밀원(앙시앵 레짐의 내각에 해당) 구성원이거나 또는 고위 귀족이나 천주교 성직자였다.
1789년 프랑스 대혁명이 터지면서 수석국무장관은 국내정치에 영향력을 점차 상실했으며, 1791년 입헌군주제가 도입되면서 완전히 폐지되었다.
구분을 위해 후대에는 수석국무장관이라는 용어를 사용하지만, 루이 14세와 그 후임 왕들은 각료들 중 어느 하나가 다른 각료들보다 우월하다고 인정하지 않으려 했기에 수석국무장관이라는 말은 1661년 이후로는 실제로 사용되지 않았다.

## 목록
| 초상 | 초상 | 이름 (생물) | 이전 보직 | 임기               | 임기                  | 정당                               | 내각                                | 국왕 (재위기간)          |
| --- | --- | --- | --- | ------------------ | --------------------- | ---------------------------------- | ----------------------------------- | ------------------------ |
| | | 안 드 몽모렝시 드 샹티이 남작 (1493–1567) | 프랑스 궁내장 (1526–1558) | 1515년 1월 1일     | 1541년                | 귀족                               | 프랑수아 1세 추밀원                 | 프랑수아 1세 (1515–1547) |
| 프랑수아 1세의 가까운 친구. 볼로냐 협약, 캉브레 동맹 전쟁, 이탈리아 전쟁, 프랑스-오스만 동맹 등 참여. 프랑스와 교황 바오로 3세 사이에 동맹 체결 시도. 신성로마제국(당시 황제 카를 5세)에 대해 공격적인 정책. 안 드 피슬로 데일리 데탕프 공작부인의 음모로 총애를 잃고 실각. | | 안 드 몽모렝시 드 샹티이 남작 (1493–1567) | |                    |                       |                                    | 프랑수아 1세 추밀원                 | 프랑수아 1세 (1515–1547) |
| | 클로드 당보 드 레츠 남작 (1495–1552) | 프랑스 해군원수 (1543–1552) | 1541년 | 1547년 3월 31일    | 귀족                  |                                    | 프랑수아 1세 추밀원                 | 프랑수아 1세 (1515–1547) |
| 파비아 전투의 영웅으로 원수. 제5차 이탈리아 전쟁 참여. 신성로마제국 카를 5세와 평화. 재임 중 피토드 민란 발생. 빌레코트레 법령으로 프랑스어를 공식어로 지정. 프랑수아 1세가 사망하면서 실각. | 클로드 당보 드 레츠 남작 (1495–1552) | | |                    |                       |                                    | 프랑수아 1세 추밀원                 | 프랑수아 1세 (1515–1547) |
| | 안 드 몽모렝시 공작 (1493–1567) | 프랑스 궁내장 (1526–1558) | 1547년 4월 1일 | 1557년 8월 10일    | 귀족                  | 앙리 2세 추밀원                    | 앙리 2세 (1547–1559)                |                          |
| 왕실과 기즈가 사이에 동맹 중재. 보르도에서 일어난 반란 진압. 카를 5세를 공격하여 메츠, 토울, 베르됭 등을 약탈. 생캉탱 전투에서 패배하여 합스부르크 스페인에 포로로 붙잡힘. 1558년 석방되지만 정치적 영향력은 상실. | 안 드 몽모렝시 공작 (1493–1567) | | |                    |                       | 앙리 2세 추밀원                    | 앙리 2세 (1547–1559)                |                          |
| — | 공석 (앙리 2세의 절대적 지배) | 프랑스 국왕 (1547–1559) | 1557년 8월 11일 | 1559년 7월 10일    | 귀족                  | 앙리 2세 추밀원                    | 앙리 2세 (1547–1559)                |                          |
| — | 공석 (앙리 2세의 절대적 지배) | 몸소 친정. 칼레 공방전에서 승리했으나 그라블린 전투에서 패배하여 캉브레 성 화약을 맺음. 그로써 제6차 이탈리아 전쟁 종료. 이후 1559년 토너먼트 중 사고로 죽을 때까지 친정. | |                    |                       | 앙리 2세 추밀원                    | 앙리 2세 (1547–1559)                |                          |
| | 프랑수아 드 기즈 공작 (1519–1563) | 프랑스 궁내장 (1559–1563) | 1559년 7월 10일 | 1560년 12월 5일    | 귀족                  | 카트린 드 메디시스 대비의 섭정기간 | 프랑수아 2세 (1559–1560)            |                          |
| 프랑수아 2세의 장모 마리 드 기즈의 남동생. 구교도파의 수장이며 대비 카트린 드 메디시스의 정치적 동맹자. 재임 중 앙부아즈 음모사건이 일어남. 위그노에 대한 박해 강화. 과거 경쟁자였던 몽모렝시 공작과 함께 가톨릭 연맹 결성. 프랑수아 2세가 죽은 뒤 카트린 대비에 의해 경질. 1563년 위그노 장 드 폴트로에게 암살됨. | 프랑수아 드 기즈 공작 (1519–1563) | | |                    |                       | 카트린 드 메디시스 대비의 섭정기간 | 프랑수아 2세 (1559–1560)            |                          |
| | | 미셸 드 로피탈 (1507–1573) | 프랑스 대법관 (1560–1573) | 1560년 12월 5일    | 1573년 3월 13일†      | 카트린 드 메디시스 대비의 섭정기간 | 평민                                | 샤를 9세 (1560–1574)     |
| 파리 고등법원 출신의 유명한 법률가로, 종교상 온건파. 재임 중 생제르맹 칙령 발표. 바시 학살로 프랑스 종교내전 발발. 롱쥐모 화약. 라로셸 공성전 발생. 성 바르톨로메오 축일의 학살 와중에도 목숨을 건짐. 재임 중 사망. | 파리 고등법원 출신의 유명한 법률가로, 종교상 온건파. 재임 중 생제르맹 칙령 발표. 바시 학살로 프랑스 종교내전 발발. 롱쥐모 화약. 라로셸 공성전 발생. 성 바르톨로메오 축일의 학살 와중에도 목숨을 건짐. 재임 중 사망.                                                                                          | 파리 고등법원 출신의 유명한 법률가로, 종교상 온건파. 재임 중 생제르맹 칙령 발표. 바시 학살로 프랑스 종교내전 발발. 롱쥐모 화약. 라로셸 공성전 발생. 성 바르톨로메오 축일의 학살 와중에도 목숨을 건짐. 재임 중 사망.                                                                                          | 파리 고등법원 출신의 유명한 법률가로, 종교상 온건파. 재임 중 생제르맹 칙령 발표. 바시 학살로 프랑스 종교내전 발발. 롱쥐모 화약. 라로셸 공성전 발생. 성 바르톨로메오 축일의 학살 와중에도 목숨을 건짐. 재임 중 사망.                                                                                          | 샤를 9세 추밀원    |                       |                                    |                                     | 샤를 9세 (1560–1574)     |
| | | 르네 드 비라그 추기경 (1506–1583) | 프랑스 대법관 (1573–1583) | 1574년 5월 30일    | 1583년 11월 24일†     | 성직                               | 앙리 3세 추밀원                     | 앙리 3세 (1574–1589)     |
| 카트린 드 메디시스의 측근. 볼리외 칙령에 서명. 재임 중 사망. | | 르네 드 비라그 추기경 (1506–1583) | |                    |                       |                                    | 앙리 3세 추밀원                     | 앙리 3세 (1574–1589)     |
| | | 필리프 우로르 드 슈베르니 백작 (1528–1599) | 프랑스 대법관 (1583–1588) | 1583년 11월 24일   | 1588년 5월 12일       | 귀족                               | 앙리 3세 추밀원                     | 앙리 3세 (1574–1589)     |
| 가톨릭 연맹과 연대. 세 앙리의 전쟁 발발. 바리케이드 정국 이후 왕에게 경질. | | 필리프 우로르 드 슈베르니 백작 (1528–1599) | |                    |                       |                                    | 앙리 3세 추밀원                     | 앙리 3세 (1574–1589)     |
| — | 공석 (앙리 3세의 절대적 지배) | 프랑스 국왕 (1574–1589) | 1588년 5월 12일 | 1589년 8월 2일     | 귀족                  |                                    | 앙리 3세 추밀원                     | 앙리 3세 (1574–1589)     |
| — | 공석 (앙리 3세의 절대적 지배) | 바리케이드 정국 이후 파리에서 도주. 블루아 성에서 가톨릭 연맹 맹주 앙리 1세 드 기즈 공작과 그 동생 루이 2세 드 기즈 추기경이 암살됨. 국왕 앙리 3세 본인도 파리로 복귀하던 중 자크 클레망에게 살해당함. | |                    |                       |                                    | 앙리 3세 추밀원                     | 앙리 3세 (1574–1589)     |
| | 막시밀리엥 드 베튄 드 쉴리 공작 (1560–1641) | Superintendent of Finances (1600–1611) | 1589년 8월 2일 | 1611년 1월 29일    | 귀족                  | 앙리 4세 추밀원                    | 앙리 4세 (1589–1610)                |                          |
| 종교내전 때부터 앙리 4세의 측근. 재임 중 앙리 4세가 가톨릭으로 개종. 무규제 자유무역. 부패 재판소 설립. 공공사업과 도로 신설. 왕립육군의 확장. 프랑스-사보이아 전쟁 발발. 앙리 4세와 마리 드 메디시스의 결혼 중매. 낭트 칙령으로 신교도에 대한 종교적 관용 도입. 앙리 4세가 가톨릭 광신도 프랑수아 라바이약에게 암살당하면서 정치적으로 고립되자 사임하고 은퇴. | 막시밀리엥 드 베튄 드 쉴리 공작 (1560–1641) | | |                    |                       | 앙리 4세 추밀원                    | 앙리 4세 (1589–1610)                |                          |
| | 니콜라 4세 드 뇌프빌 드 빌레로이 영주 (1543–1617) | 외무국무대신 (1594–1616) | 1611년 1월 30일 | 1616년 8월 9일     | 귀족                  | 마리 드 메디시스 대비의 섭정기간   | 루이 13세 (1610–1643)               |                          |
| 가톨릭 연맹 과격파와 가까웠음. 마리 드 메디시스 섭정기 실무 각료로, 합스부르크가에 친화적인 대외정책 주도. 점차 총애를 잃어 결국 실각. | 니콜라 4세 드 뇌프빌 드 빌레로이 영주 (1543–1617) | | |                    |                       | 마리 드 메디시스 대비의 섭정기간   | 루이 13세 (1610–1643)               |                          |
| | 콘치노 콘치니 당크레 후작 (1575–1617) | Marshal of France (1613–1617) | 1616년 8월 9일 | 1617년 4월 24일†   | 귀족                  | 마리 드 메디시스 대비의 섭정기간   | 루이 13세 (1610–1643)               |                          |
| 마리 드 메디시스의 총신. 법원에 부패가 만연. 루됭 조약에 서명. 루이 13세의 친위 쿠데타 때 살해됨. | 콘치노 콘치니 당크레 후작 (1575–1617) | | |                    |                       | 마리 드 메디시스 대비의 섭정기간   | 루이 13세 (1610–1643)               |                          |
| | 샤를 달베르 드 륀 공작 (1578–1621) | Grand Falconer of France (1616–1621) | 1617년 4월 24일 | 1621년 12월 15일†  | 귀족                  | 루이 13세 추밀원                   | 루이 13세 (1610–1643)               |                          |
| 루이 13세의 측근이며 친위 쿠데타 설계자. 가톨릭 세력과 평화하는 정책. 크리스틴 왕녀와 비토르 아마데오 1세 디 사보이아 공작의 결혼 중매. 앙굴렘 조약으로 마리 드 메디시스와 루이 13세 사이의 제1차 싸움 중재. 마리와 루이 사이의 제2차 싸움 시작. 위그노 반란 시작. 재임 중 병으로 사망. | 샤를 달베르 드 륀 공작 (1578–1621) | | |                    |                       | 루이 13세 추밀원                   | 루이 13세 (1610–1643)               |                          |
| — | 공석 (루이 13세의 절대적 지배) | 프랑스 국왕 (1610–1643) | 1621년 12월 15일 | 1624년 8월 12일    | 귀족                  | 루이 13세 추밀원                   | 루이 13세 (1610–1643)               |                          |
| — | 공석 (루이 13세의 절대적 지배) | 위그노들을 억압. 몽펠리에 조약에 서명하면서 제1차 위그노 반란 종료. 네덜란드 공화국과 콩피에뉴 조약 체결. 네덜란드 독립전쟁에 개입. 리슐리외 추기경의 부상. | |                    |                       | 루이 13세 추밀원                   | 루이 13세 (1610–1643)               |                          |
| | | 아르망 장 뒤 플레시 드 리슐리외 엣 드 프롱사크 추기공작 (1585–1642) | 외무국무대신 & 전쟁국무대신 (1616–1617) | 1624년 8월 12일    | 1642년 12월 4일†      | 루이 13세 추밀원                   | 루이 13세 (1610–1643)               | 성직                     |
| 루이 13세의 소위 "회색 예하". 강력한 중앙집권 정책 및 합스부르크가와 대결. 제2차 위그노 반란. 파리 조약으로 제2차 반란 종료. 발테링 위기. 누벨프랑스 회사 설립. 아카데미 프랑세즈 설립. 제3차 위그노 반란. 라로셸 공성전 및 알레 칙령으로 반란 분쇄. 대비 마리 드 메디시스와의 긴장으로 뒤페 정국. 검은방이라는 효율적 간첩망 설립. 스웨덴과 밀접한 관계를 맺어 베르발데 조약 체결. 드 생크마르 후작의 반리슐리외 음모 발생. 생크마르 후작 처형됨. 재임 중 병으로 사망. | | 아르망 장 뒤 플레시 드 리슐리외 엣 드 프롱사크 추기공작 (1585–1642) | |                    |                       | 루이 13세 추밀원                   | 루이 13세 (1610–1643)               |                          |
| | 쥘 마자랭 드 네베르 추기공작 (1602–1661) | 메츠 주교 (1652–1658) | 1642년 12월 5일 | 1661년 3월 9일†    | 성직                  | 안 도트리슈 대비의 섭정기간        | 루이 14세 (1643–1715)               |                          |
| 안 도트리슈 대비와 루이 14세의 "회색 예하". 프롱드의 난 발발. 베스트팔렌 조약으로 30년 전쟁 종료. 8년 전쟁 종료되면서 네덜란드 8개주의 독립 승인. 제1차 라인 동맹 탄생. 프롱드 억압. 의식서 논쟁. 피레네 조약으로 합스부르크와 평화. 재임 중 병으로 사망. | 안 도트리슈 대비와 루이 14세의 "회색 예하". 프롱드의 난 발발. 베스트팔렌 조약으로 30년 전쟁 종료. 8년 전쟁 종료되면서 네덜란드 8개주의 독립 승인. 제1차 라인 동맹 탄생. 프롱드 억압. 의식서 논쟁. 피레네 조약으로 합스부르크와 평화. 재임 중 병으로 사망.                                                    | 안 도트리슈 대비와 루이 14세의 "회색 예하". 프롱드의 난 발발. 베스트팔렌 조약으로 30년 전쟁 종료. 8년 전쟁 종료되면서 네덜란드 8개주의 독립 승인. 제1차 라인 동맹 탄생. 프롱드 억압. 의식서 논쟁. 피레네 조약으로 합스부르크와 평화. 재임 중 병으로 사망.                                                    | 안 도트리슈 대비와 루이 14세의 "회색 예하". 프롱드의 난 발발. 베스트팔렌 조약으로 30년 전쟁 종료. 8년 전쟁 종료되면서 네덜란드 8개주의 독립 승인. 제1차 라인 동맹 탄생. 프롱드 억압. 의식서 논쟁. 피레네 조약으로 합스부르크와 평화. 재임 중 병으로 사망.                                                    | 루이 14세 추밀원   |                       |                                    | 루이 14세 (1643–1715)               |                          |
| | | 장바티스트 콜베르 (1619–1683) | 재무총감 (1661–1683) | 루이 14세 추밀원   | 1661년 3월 9일        | 1683년 9월 6일†                    | 루이 14세 (1643–1715)               | 평민                     |
| 최초의 부르주아 출신 내각지도자. 재정개혁 실시. 중상주의 도입. 미디 운하, 튀일리 정원, 생마르탱 개선문, 생드니 개선문 등 대규모 공공사업. 프랑스 과학 아카데미, 파리 천문대, 프랑스 왕립건축학회 등 설립해 문화 증진. 네덜란드 계승 전쟁. 프랑스 동인도 회사, 프랑스 서인도 회사 설립. 나이메헨 조약. 푸아송 사건으로 프랑스 사회에 마녀사냥 광풍. 재임 중 병으로 사망.                                                                                                 | | 장바티스트 콜베르 (1619–1683) | | 루이 14세 추밀원   |                       |                                    | 루이 14세 (1643–1715)               |                          |
| | | 프랑수아미셸 르 텔리에르 드 루부아 후작 (1641–1691) | 전쟁국무대신 & 왕실국무대신 (1662–1691) | 루이 14세 추밀원   | 1683년 9월 7일        | 1691년 7월 16일†                   | 루이 14세 (1643–1715)               | 귀족                     |
| 콜베르의 경쟁자. 앵발리드의 설립자. 재결합 전쟁. 퐁텐블로 칙령으로 위그노 박해 재개. 용기병 박해로 인해 위그노들이 대대적으로 프랑스 탈출, 재정 위기 발생. 팔츠 선제후국을 약탈하여 독일의 지지 이반. 9년 전쟁. 루이 14세 치세의 쇠락기 시작. 재임 중 뇌일혈 또는 독살로 사망. | | 프랑수아미셸 르 텔리에르 드 루부아 후작 (1641–1691) | | 루이 14세 추밀원   |                       |                                    | 루이 14세 (1643–1715)               |                          |
| — | 공석 (루이 14세의 절대적 지배) | 프랑스 국왕 (1643–1715) | 1691년 7월 17일 | 루이 14세 추밀원   | 1715년 9월 1일        | 귀족                               | 루이 14세 (1643–1715)               |                          |
| — | 공석 (루이 14세의 절대적 지배) | 스페인 왕위 계승 전쟁으로 부르봉가가 스페인의 왕가가 됨. 레이스베이크 조약. 베르사유궁 완공. 계몽시대의 시작. 재임 중 신병으로 사망. | | 루이 14세 추밀원   |                       |                                    | 루이 14세 (1643–1715)               |                          |
| | | 기욤 뒤부아 추기경 (1656–1723) | 외무국무대신 (1718–1723) | 1715년 9월 12일    | 1723년 8월 10일†      | 성직                               | 필리프 2세 도를레앙 공작의 섭정기간 | 루이 15세 (1715–1774)    |
| 세 번째 "회색 예하". 삼국 동맹에 서명. 사국 동맹 전쟁. 켈라마레 음모사건과 퐁칼렉 음모사건 발생. 재임 중 신병으로 사망. | 세 번째 "회색 예하". 삼국 동맹에 서명. 사국 동맹 전쟁. 켈라마레 음모사건과 퐁칼렉 음모사건 발생. 재임 중 신병으로 사망. | 세 번째 "회색 예하". 삼국 동맹에 서명. 사국 동맹 전쟁. 켈라마레 음모사건과 퐁칼렉 음모사건 발생. 재임 중 신병으로 사망. | 세 번째 "회색 예하". 삼국 동맹에 서명. 사국 동맹 전쟁. 켈라마레 음모사건과 퐁칼렉 음모사건 발생. 재임 중 신병으로 사망. | 루이 15세 추밀원   |                       |                                    |                                     | 루이 15세 (1715–1774)    |
| | | 필리프 2세 도를레앙 공작 (1674–1723) | 프랑스 왕국 섭정 (1715–1723) | 루이 15세 추밀원   | 1723년 8월 10일       | 1723년 12월 2일†                   | 귀족                                | 루이 15세 (1715–1774)    |
| 전 섭정. 뒤부아 추기경이 사망하자 후임. 4개월도 채 못 재임하고 사망. | | 필리프 2세 도를레앙 공작 (1674–1723) | | 루이 15세 추밀원   |                       |                                    |                                     | 루이 15세 (1715–1774)    |
| | 루이 앙리 드 부르봉 공작 (1692–1740) | 프랑스 궁내장 (1710–1740) | 1723년 12월 2일 | 루이 15세 추밀원   | 1726년 6월 11일       | 귀족                               |                                     | 루이 15세 (1715–1774)    |
| 위그노 박해. 우니게니투스 교황칙령으로 프랑스 예수회의 논쟁 종식. 루이 15세와 마리 레슈친스카의 결혼 중매. 존 로의 경제정책 실패. 재정위기. 루이 15세의 새 총신인 플뤼리 추기경과 반목하여 실각, 망명. | 루이 앙리 드 부르봉 공작 (1692–1740) | | | 루이 15세 추밀원   |                       |                                    |                                     | 루이 15세 (1715–1774)    |
| | | 앙드레 에르퀼 드 플뢰리 추기경 (1653–1743) | 프레쥐스 주교 (1699–1715) | 루이 15세 추밀원   | 1726년 6월 11일       | 1743년 1월 29일†                   | 성직                                | 루이 15세 (1715–1774)    |
| 루이 15세의 측근. 콜베르주의가 재도입. 갈리카니슴 지지. 예수회가 용인됨. 프리메이슨 탄압정책. 폴란드 왕위 계승 전쟁에서 패배하고 빈 조약 체결. 오스트리아 왕위 계승 전쟁에서 패배하고 아헨 조약 체결. 재임 중 병으로 사망. | | 앙드레 에르퀼 드 플뢰리 추기경 (1653–1743) | | 루이 15세 추밀원   |                       |                                    |                                     | 루이 15세 (1715–1774)    |
| | — | 공석 (루이 15세의 절대적 지배) | King of France (1715–1774) | 루이 15세 추밀원   | 1743년 1월 29일       | 1758년 12월 3일                    | 귀족                                | 루이 15세 (1715–1774)    |
| 루이 15세의 친정 기간 동안 빚과 궁정 추문만 늘어남. 추문 중 가장 유명한 것이 퐁파두르 후작부인과의 관계 등. 7년 전쟁 발발. | — | 공석 (루이 15세의 절대적 지배) | | 루이 15세 추밀원   |                       |                                    |                                     | 루이 15세 (1715–1774)    |
| | 에티엔 프랑수아 드 슈와죌 공작 (1719–1785) | 외무국무대신 & 전쟁국무대신 (1761–1770) | 1758년 12월 3일 | 루이 15세 추밀원   | 1770년 12월 24일      | 귀족                               |                                     | 루이 15세 (1715–1774)    |
| 7년 전쟁 당시 프랑스를 지도. 영국 침공을 계획했으나 실패. 7년 전쟁에서 패배하여 누벨프랑스를 영국에 빼앗김. 프랑스의 코르시카 정복. 포클랜드 위기 때 스페인을 지지. 사임 이후 은퇴. | 에티엔 프랑수아 드 슈와죌 공작 (1719–1785) | | | 루이 15세 추밀원   |                       |                                    |                                     | 루이 15세 (1715–1774)    |
| | 르네니콜라 드 모푸 (1714–1792) | 프랑스 대법관 (1768–1774) | 1770년 12월 25일 | 루이 15세 추밀원   | 1774년 8월 23일       | 귀족                               |                                     | 루이 15세 (1715–1774)    |
| 절대왕정을 계몽절대왕정으로 전환하려 했으나 실패. 고등법원과의 갈등 증폭. 특권과 농지를 독점한 상층계급에 대한 투쟁. 파리 고등법원의 사법관들에게 총사대를 보냄. 조력법원 억압. 모푸가 사법관들의 권력남용을 단속했음에도 불구하고 새 왕 루이 16세는 그들과의 타협을 선호. 루이 16세와의 의견 불일치로 사임. | 절대왕정을 계몽절대왕정으로 전환하려 했으나 실패. 고등법원과의 갈등 증폭. 특권과 농지를 독점한 상층계급에 대한 투쟁. 파리 고등법원의 사법관들에게 총사대를 보냄. 조력법원 억압. 모푸가 사법관들의 권력남용을 단속했음에도 불구하고 새 왕 루이 16세는 그들과의 타협을 선호. 루이 16세와의 의견 불일치로 사임. | 절대왕정을 계몽절대왕정으로 전환하려 했으나 실패. 고등법원과의 갈등 증폭. 특권과 농지를 독점한 상층계급에 대한 투쟁. 파리 고등법원의 사법관들에게 총사대를 보냄. 조력법원 억압. 모푸가 사법관들의 권력남용을 단속했음에도 불구하고 새 왕 루이 16세는 그들과의 타협을 선호. 루이 16세와의 의견 불일치로 사임. | 절대왕정을 계몽절대왕정으로 전환하려 했으나 실패. 고등법원과의 갈등 증폭. 특권과 농지를 독점한 상층계급에 대한 투쟁. 파리 고등법원의 사법관들에게 총사대를 보냄. 조력법원 억압. 모푸가 사법관들의 권력남용을 단속했음에도 불구하고 새 왕 루이 16세는 그들과의 타협을 선호. 루이 16세와의 의견 불일치로 사임. | 루이 16세 추밀원   | 루이 16세 (1774–1792) |                                    |                                     |                          |
| | | 자크 튀르고 (1727–1781) | 재무총감 (1723–1749) | 루이 16세 추밀원   | 루이 16세 (1774–1792) | 1774년 8월 24일                    | 1776년 5월 12일                     | 평민                     |
| 두 번째 부르주아 출신 내각지도자. 중농주의 정책. 총괄징세청부제 개혁. 국채 문제 해결을 위해 네덜란드 은행가들과 교섭. 미국 독립 전쟁에 개입. 밀가루 전쟁. 자크 네케르, 드 모레파 백작과 반목한 끝에 태만하다고 고발당하여 실각. | | 자크 튀르고 (1727–1781) | | 루이 16세 추밀원   | 루이 16세 (1774–1792) |                                    |                                     |                          |
| | | 장프레데리크 펠리포 드 모레파 백작 (1701–1781) | 해사국무대신 (1723–1749) | 루이 16세 추밀원   | 루이 16세 (1774–1792) | 1776년 5월 14일                    | 1781년 11월 21일†                   | 귀족                     |
| 튀르고의 동료였으나 그 자리를 시기하여 음모를 꾸며 튀르고를 실각시킴. 상층계급의 특권을 유지하는 정책을 유지하려 했으나 나중에는 네케르의 후원자가 됨. 재임 중 병으로 사망. | | 장프레데리크 펠리포 드 모레파 백작 (1701–1781) | | 루이 16세 추밀원   | 루이 16세 (1774–1792) |                                    |                                     |                          |
| | 샤를 그라비에 드 베르겐 백작 (1717–1787) | 외무국무대신 (1774–1787) | 1781년 11월 21일 | 루이 16세 추밀원   | 루이 16세 (1774–1792) | 1787년 2월 13일†                   | 귀족                                |                          |
| 유능한 외교관. 미국 독립전쟁 때 외교를 맡아 결정적 공헌. 파리 조약 조인 및 아메리카 합중국 승인. 프랑스-오스트리아 동맹 강화. 바타비아 혁명. 인도네시아 원정. 네케르 등 개혁주의자들과 입장을 달리함. 1787년 명사회가 소집되던 도중 사망. | 샤를 그라비에 드 베르겐 백작 (1717–1787) | | | 루이 16세 추밀원   | 루이 16세 (1774–1792) |                                    |                                     |                          |
| | | 에티엔 샤를 드 로메니 대주교 (1727–1794) | 툴루즈 대주교 (1763–1788) | 루이 16세 추밀원   | 루이 16세 (1774–1792) | 1787년 5월 1일                     | 1788년 8월 25일                     | 성직                     |
| 명사회 도중 사망한 베르겐의 후임. 마리 앙투아네트의 영향력 증가. 상속세와 부역 문제를 둘러싸고 고등법원과 갈등. 정치적 어려움에 사임. | | 에티엔 샤를 드 로메니 대주교 (1727–1794) | | 루이 16세 추밀원   | 루이 16세 (1774–1792) |                                    |                                     |                          |
| | | 자크 네케르 (1732–1804) | 재무총감 (1777–1781/1788–1789) | 루이 16세 추밀원   | 루이 16세 (1774–1792) | 1788년 8월 25일                    | 1789년 7월 11일                     | 평민                     |
| 재정위기 타개를 위해 루이 16세가 임명. 기왓장 정국, 비지유 집회. 1789년 봄 삼부회 소집. 하지만 삼부회, 특히 평민들의 개혁 요구로 네케르의 정치적 입지가 오히려 축소되고 결국 왕에게 해임. | | 자크 네케르 (1732–1804) | | 루이 16세 추밀원   | 루이 16세 (1774–1792) |                                    |                                     |                          |
| | | 루이 오귀스트 르 토넬리에 드 브르퇴유 남작 (1730–1807) | 왕실국무대신 (1783–1788) | 루이 16세 추밀원   | 루이 16세 (1774–1792) | 1789년 7월 11일                    | 1789년 7월 16일                     | 귀족                     |
| 불과 닷새 재임하여 200년 간 가장 짧은 재임. 바스티유 습격으로 프랑스 대혁명 시작. 바스티유 습격 이틀 뒤 프랑스 국외로 도주. | | 루이 오귀스트 르 토넬리에 드 브르퇴유 남작 (1730–1807) | | 루이 16세 추밀원   | 루이 16세 (1774–1792) |                                    |                                     |                          |
| | | 자크 네케르 (1732–1804) | 재무총감 (1777–1781/1788–1789) | 루이 16세 추밀원   | 루이 16세 (1774–1792) | 1789년 7월 16일                    | 1790년 9월 3일                      | 평민                     |
| 루이 16세가 불러서 복귀. 네케르는 라파예트 후작은 너무 이원적이라고, 미라보 백작은 너무 모사꾼이라고 불신했다. 아시냐의 사용도 반대했다. 인기가 떨어지자 은퇴하여 스위스 코페 성에 칩거했다. | | 자크 네케르 (1732–1804) | | 루이 16세 추밀원   | 루이 16세 (1774–1792) |                                    |                                     |                          |
| | | 아르망 마르크 드 몽모랭 엣 드 생에렝 백작 (1745–1792) | 외무국무대신 (1787–1789) | 루이 16세 추밀원   | 루이 16세 (1774–1792) | 1790년 9월 3일                     | 1791년 11월 29일                    | 귀족                     |
| 과거 베르사유궁의 보수 파벌의 일원이었다. 혁명 이후 미라보와 라마르크의 손에 놀아나는 꼭두각시가 되었다. 미라보가 죽은 뒤 사임했다. 이후 9월 학살 때 살해되었다. | 과거 베르사유궁의 보수 파벌의 일원이었다. 혁명 이후 미라보와 라마르크의 손에 놀아나는 꼭두각시가 되었다. 미라보가 죽은 뒤 사임했다. 이후 9월 학살 때 살해되었다. | 과거 베르사유궁의 보수 파벌의 일원이었다. 혁명 이후 미라보와 라마르크의 손에 놀아나는 꼭두각시가 되었다. 미라보가 죽은 뒤 사임했다. 이후 9월 학살 때 살해되었다. | 과거 베르사유궁의 보수 파벌의 일원이었다. 혁명 이후 미라보와 라마르크의 손에 놀아나는 꼭두각시가 되었다. 미라보가 죽은 뒤 사임했다. 이후 9월 학살 때 살해되었다. | 루이 16세 입헌내각 | 루이 16세 (1774–1792) |                                    |                                     |                          |
| | — | 공석 (입법의회) | N/A | 루이 16세 입헌내각 | 루이 16세 (1774–1792) | 1791년 9월 29일                    | 1792년 9월 21일                     | N/A                      |
| 신헌법 하에 루이 16세는 점점 권력을 잃어갔으며, 실권은 입법의회로 넘어갔다. 입법의회는 왕에게 지롱드파 각료들을 제안했다. 바렌 도망 사건 이후 루이 16세의 인기는 추락했다. 브라운슈바이크 선언이 발표된 이후 군주주의자들과 공화주의자들 간에 긴장이 높아졌다. 결국 튀일리궁 습격사건으로 800년 왕정이 종식되고 제1공화국이 세워졌다. | — | 공석 (입법의회) | | 루이 16세 입헌내각 | 루이 16세 (1774–1792) |                                    |                                     |                          |
| | | | |                    |                       |                                    |                                     |                          |
| 1792년 8월 10일 왕정이 종식되면서 루이 16세와 그 가족은 구금되었고, 얼마 뒤 루이 16세 부부는 목이 달아났다. 왕정의 최고 관직인 수석국무장관직도 폐지되었다. 1814년 제1제정이 몰락한 이후 "수석장관" 직이 다시 만들어져 제1왕정복고가 완전히 안착할 때까지 정부를 대표했다. 이후 1815년 각료평의회 의장, 즉 "총리"직이 신설되면서 수석장관직은 완전히 폐지되었다. | | | |                    |                       |                                    |                                     |                          |
| | | | |                    |                       |                                    |                                     |                          |
| | | 샤를모리스 드 탈레랑페리고 (1754–1838) | 외무장관 (1799–1807) | 1814년 4월 1일     | 1814년 5월 2일        | 무소속                             | 임시정부                            | 루이 18세 (1814–1815)    |
| 1814년 헌장 탄생. 나폴레옹 엘바섬에 유배됨. 잉글랜드에 망명 가 있던 루이 18세가 프랑스로 돌아온 뒤 탈레랑의 과거 보나파르트주의 경력을 이유로 해임함. | | 샤를모리스 드 탈레랑페리고 (1754–1838) | |                    |                       |                                    | 임시정부                            | 루이 18세 (1814–1815)    |
| | | 피에르 루이 장 카시미르 드 블라카 백작 (1771–1839) | 왕실국무대신 (1814–1815) | 1814년 5월 2일     | 1815년 7월 8일        | 정통왕당파                         | 제1차 부르봉 왕정복고 내각          | 루이 18세 (1814–1815)    |
| 사실상의 수석장관. 빈 회의 당시 프랑스 대표는 탈레랑이었지만 메테르니히는 블라카를 통해 루이 18세와 비밀리에 교섭했다. 100일 천하 때 나폴레옹이 복귀하자 다른 왕당파들과 함께 벨기에 헨트로 도주했다. 나폴레옹이 몰락하고 제2차 왕정복고가 이루어진 뒤 왕의 총애를 잃고 양시칠리아 왕국 대사로 좌천되었다. | | 피에르 루이 장 카시미르 드 블라카 백작 (1771–1839) | |                    |                       |                                    | 제1차 부르봉 왕정복고 내각          | 루이 18세 (1814–1815)    |

## 같이 보기
- 프랑스의 역사
- 프랑스의 총리
- 프랑스 정부수반 목록